# الحرب الأهلية الدنماركية

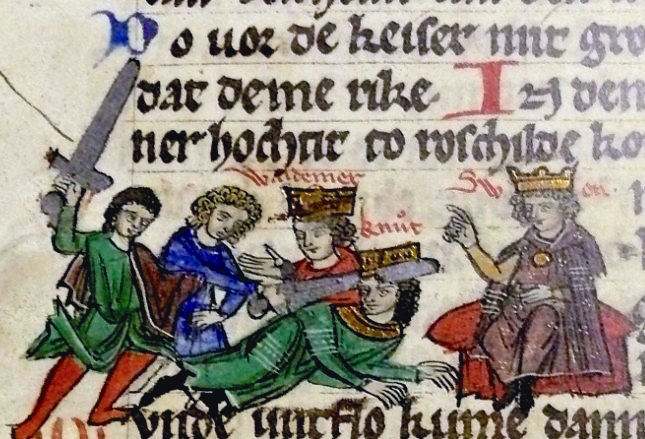
توضح الصورة الية الحرب الاهلية الدنماركية

الحرب الأهلية الدنماركية سلسلة من الحروب الأهلية دارت رحاها في مملكة الدنمارك، الأولى بين عامي 1131 و1134 إثر مقتل كنوت لافارد، وحرب خلافة نشبت على فترات متقطعة بين عامي 1146 و1157؛ وحرب أخرى عقب تنحي إريك الثالث ملك الدنمارك ليكون بذلك الملك الوحيد في التاريخ الدنماركي ليتنازل عن العرش. وقعت المرحلة الأولى من الحرب بين ملك الدنمارك إريك الثاني وملك الدنمارك نيلز الذي انضم لصفه ماغنوس القوي. خيضت المرحلة الثانية من الحرب بين ابن إريك الثالث «كنوت الخامس ملك الدنمارك» وابن إريك الثاني «سوين الثالث ملك الدنمارك» وابن عمه «فالديمار الأول ملك الدنمارك» ابن كنوت لافارد. كانت الحرب النفوذ الإمبراطورية الرومانية المقدسة في الدنمارك، وانتهت بمقتل نيلز الأول وماغنوس القوي وإريك الثاني وكنوت الخامس وسولين الثالث.

## الحرب الأهلية 1131-1134
اندلعت الحرب عام 1131 بعد أن قام ملك غوتالاند وابن الملك نيلز وماغنوس القوي إلى جانب هنريك سكاديلور بقتل دوق شليسفيغ «كنوت لافارد» في هارالدستيد فوريست إلى الشمال قليلًا من رينغستد. تبرّى الملك نيلز من ابنه ماغنوس والجريمة لكنه أعاد استدعائه إلى البلاط في السويد. وبعد فترة وجيزة اندلعت الحرب الأهلية عندما كان الأخ غير الشقيق لكنوت لافارد، إريك إريكسون، قد حشد قواته وقوات أخيه للأخذ بالثأر. تمكن الملك نيلز من الحصول على دعم النبلاء اليوتلانديين إلى جانب دعم البابا والإمبراطور الألماني. لكن دعم الإمبراطور الألماني كان لقاء التخلي عن لوند كأبرشية مستقلة ووضعها تحت حكم هامبورغ - بريمن. وقف نبلاء زيلاند كعشيرة هيفيد وبيدر بودلسون إلى جانب إريك. هذا بدوره دفع الأسقف إيسر سفيندسن وابن أخيه رئيس الأساقفة، إسكيل كريستيرنسون، لاتخاذ صف إريك إريكسون. بعد عدة أشهر من الحرب، أضحى أيضًا الشقيق الآخر لكنوت لافارد «هارالد كيشا وأبنائه» إلى جانب نيلز وماغنوس، وفي المقابل كان من المقرر انتخاب هارالد ملكًا مشتركًا. لاحق نيلز وماغنوس وجيشهما إريك إريكسون الذي خسر موطئ قدمه في غوتلاند في معركة ييلينغ هيث ثم في معركة فيّابو حيث خسر موطئ قدمه على زيلاند ليكتسب بذلك لقب (القدم النحيلة). انتهى الأمر بإريك القدم النحيلة في سكونا حيث حاول بشدة الحصول على الدعم من الممالك الشمالية الأخرى. في معركة فوتيفيغ، في اليوم الثاني من عيد العنصرة 1134، نيلز وماغنوس القوي حاربا إريك الذي استطاع بفضل سراح الفرسان الثقيل هزيمتهما بقوة. قُتل ماغنوس القوي في المعركة مع العديد من الأساقفة، واستبدل إريك إريكسون بتلك الواقعة لقبه «القدم النحيلة» بلقب أكثر إطراءً «الخالد». هرب الملك نيلز بعد الهزيمة إلى يوتلاند حيث حصل على الدعم والتأييد. ويبدو أن الملك البالغ من العمر 70 عامًا كان في طريقه إلى الجنوب لأسباب غير معروفة عندما تعرض في شلسفيغ -معقل كنوت لافارد القديم- للهجوم والقتل من قبل مواطني المدينة.

## الصدامات بين 1134-1141
رغم انتهاء الحرب الأهلية، واصل هارالد كيشا القتال واعتبر نفسه الملك الشرعي الوحيد بعد وفاة الملك نيلز. لكن إريك إيمون أسر هارالد وقطع رأسه وقتل 7 من أبنائه باستثناء أولوف هارالدسون الذي لاذ بالفرار من المذبحة بصعوبة. بحلول عام 1137، أُجبر إريك الخالد على الفرار حيث أن معاقله القديمة في زيلاند وسكونا قد أصبحت معادية للملك. هرب إلى يوتلاند حيث لقي مصرعه. خَلَف إريك الثاني ابن أخيه إريك الثالث الذي هزمه أولوف لاحقًا في معركة خارج هيلسينغبورغ، وحكم سلميًا لبقية فترة حكمه حتى تنازله عن العرش عام 1146.